# Кабулска банка
Кабулска банка је једна од првих приватних банки у Авганистану коју прате разни скандали и несреће. Њена главна зграда налази се у Кабулу и основана је 2004. године. Јако је контраверзна због присуства корупције у којој су учествовали чак и породице авганистанских председника и оснивача саме банке. 

## Почетак и оснивање 2004.
Кабулска банка је била једна од највећих приватних финансијских институција у Авганистану са више од милион клијената у то време, коју је 2004. основао Шерхан Фарнуд.  Кабулска банка је успостављена у време када је авганистански банкарски сектор био веома неразвијен. Раст потражње за финансијским услугама драстично је надмашио капацитете за ефикасно регулисање и надзор индустрије, што је резултирало рањивостима које су искористили учесници у превари Кабулске банке.
Прича почиње у Русији средином 1980-их, када је млади Авганистанац по имену Шерхан Фарнуд који је студирао на московском текстилном институту, покренуо малу хавалу (услугу трансфера новца) из своје собе у студентском дому. 
До касних 1990-их, служба је управљала трансферима новца између Русије, Централне Азије и Авганистана, а руске власти су почеле да сумњају да се ради о шеми прања новца (чињеница непозната авганистанским властима, када је Фарнуд обезбедио банкарску лиценцу за Кабулску банку). Фарнуд је побегао из Русије, али свестан потенцијалних прилика у Дубаију, брзо је почео да успоставља своју нову базу операција у граду. Он је први пут основао сопствену општу трговачку компанију око 1996.  Касније, 1998. године, његова зрела хавала операција је ефективно легитимисана када је обезбедио лиценцу за мењање новца од Централне банке УАЕ. 

### Развој Кабулске банке
Уз помоћ само неколико запослених, Фарнуд се брзо успоставио као један од водећих финансијских канала у региону између Дубаија и Авганистана, а са својим хавала везама, био је способан да премешта средства било где на Блиском истоку, у Централној Азији, Кини, Европи, па чак и у Сједињеним Државама. Фарнуд је имао запослене или партнере који су радили у малим канцеларијама широм света. 
Кабулска банка је основана и са кликом политички повезаних акционара, укључујући Махмуда Карзаија (брата тадашњег председника Хамида Карзаија) и Хасена Фахима (брата тадашњег потпредседника). Фарнудове везе значиле су да је успео да убеди владу да Кабулској банци да одговорност за платне рачуне војника, полиције и државних службеника земље које финансира Запад. Преко ноћи банка је почела да узима велике, редовне депозите готовине. 
Када је ДАБ (енгл. Da Afghanistan Bank) почео да издаје лиценце за приватно банкарство, Фарнуд и мала група инвеститора  (углавном авганистанских бизнисмена, такође са седиштем у Дубаију) успешно су добили прву лиценцу за комерцијално банкарство у Авганистану након Талибана 2004. Иако појединости почетне капитализације Кабулске банке остају нејасне, Фарнуд је једном тврдио да је почетни новац од 5 милиона долара који је ДАБ захтевао за добијање банкарске дозволе заправо плаћен, али је касније повучен. Наизглед немогуће, овај подвиг је уверљив, с обзиром на релативно кратку историју пословања банке. Фарнуд је желео да добије банкарску дозволу и веровао да ће поседовање банке значајно проширити његову растућу групу компанија из разлога јер је желео  да „позајми” (другим речима, проневери) новац од несрећних штедиша и уложи га у некретнине у Дубаију, као и да опере незаконито стечену добит корумпираних клијената високог профила. 
У окружењу настајања банкарске индустрије, оснивач и бивши председник Кабулске банке и акционари Кабулске банке злоупотребили су банку за своје лично богаћење и корист мале групе повезаних предузећа. Кабулска банка није била ништа друго до превара против улагача, и на крају, свих Авганистанаца.

### Нова економија
На неки начин, Кабулска банка је симбол колико се тога променило у Авганистану од 2001. године, када земља није имала приватне банке нити економију о којој би се говорило. Кабулска банка је отворила више од 60 филијала и најавила да ће отворити још 250, а тврди да има више од милијарду долара депозита од више од милион авганистанских клијената. Кабулска банка напредује јер је Авганистан, иако изузетно сиромашан, на местима преплављен готовином, што је резултат огромних инфузија стране помоћи, прихода од опијума и легалне економије која, упркос изгледима, расте око 15% годишње. Огромна већина овог новца се слива у руке мале мањине - део преко легитимног профита, део кроз мита и инсајдерске послове који обавезују политичку, безбедносну и пословну елиту земље. 

### Шерхан Фарнуд
Шерхан Фарнуд (1961—2018) био је авганистански банкар, који је до краја 2010. био председник Кабулске банке. Бивши банкар је био Узбекистанац, рођен у северној авганистанској провинцији Кундуз и преселио се у Москву када су Совјети извршили инвазију у децембру 1979. Док је студирао на Московском текстилном институту, започео је сопствени трансфер новца између Русије и Кабула. Трговина је узела маха у хаосу из 1990-их у постсовјетској Русији, али је и Фарнуд прекршио закон. Бежећи од оптужби за илегално банкарство, прање новца и организовање криминалног синдиката, отворио је хавалу „Шахен размена” у близини Дубаија.
Фарнуд је постао истакнути покер играч, учествовао је на Светском покеру у Европи 2008 (ВСОПЕ) и освојио своју прву наруквицу. Пре притвора, већину времена провео је у Дубаију, Уједињени Арапски Емирати, где је поседовао више вила под својим именом на Палм Џумејри. Поседовао је 28,16% акција у Кабулској банци. Такође је поседовао Памир Аирваис, у партнерству са Калилулом Фрозијем, Мухамедом Фахимом и другима. Према извештајима медија, до новембра 2010. године Авганистан Банка је инсистирала да се и Фарнуд и Фрози суспендују.
Служио је казну од 15 година у затвору Баграмског округа, провинције Парван, након што је проглашен кривим за аферу проневере Кабул банке вредне 900 милиона долара.
Дана 24. августа 2018, Фарнуд је преминуо у затвору у 57. години живота, природном смрћу.

## Скандали Кабулске банке
Већ скоро две деценије милијарде долара прихода од корупције пребацују се из Авганистана, земље разорене четири деценије сукоба, у Дубаи. Ови одливи су играли улогу у успоравању економског и политичког развоја Авганистана, олакшавајући поновно оживљавање Талибана и погоршавајући регионалну нестабилност. Они су такође у великој мери негирали ефекте огромних сума развојне помоћи и стабилизацијских фондова које је међународна заједница потрошила у Авганистану. О овим критичним запажањима сведочи мноштво случајева незаконитог финансирања и веродостојни извештаји који истичу унакрсно опрашивање криминала између Авганистана и Дубаија. Можда не постоји ниједан случај који боље илуструје ове везе од озлоглашеног скандала Кабулске банке.

### Пут до преваре
Када је Кабулска банка први пут основана 2004. године, њен оснивач, Шерхан Фарнуд, првобитно је држао строгу контролу свог кредитног портфолија док је поверавао технологију и депозитне производе професионалцима. Од средине 2008. Фарнуд је препустио оперативну контролу Ферозију и почео, концентришући се на разне друге пословне подухвате, укључујући Памир Аирлинес, трансакције некретнинама у Дубаију, увоз нафте из Узбекистана и куповину грађевинског материјала из Кине. Под Ферозијевим мандатом, Кабулска банка је све више ширила новац моћним и утицајним људима у Авганистану. Преварене активности банке биле су подстакнуте депозитним фондовима свакодневних Авганистанаца, од којих су многи имали државне платне рачуне у банци. Администратори банке су такође осмислили шему нудећи недељно наградне игре за депоненте, што је створило велике додатне депозите. Фарнуд је почео да губи контролу над банком као резултат његовог фокусирања на друге активности и одсуство из Кабула. Године 2009. Ферози је наводно покушао да уклони Фарнуда уз подршку Махмуда Карзаија и Хасена Фахима, браће бившег председника Авганистана и првог потпредседника, који су били акционари Кабулске банке. Када је Фарнуд схватио да неће моћи да задржи контролу над банком, покушао је да разоткрије незаконите активности банке тако што је затражио интервју за Вашингтон Пост и појавио се у америчкој амбасади, што је покренуло догађаје који су довели до откривања преваре.
„Оно што радим није исправно, и није баш оно што би требало да радим, али ово је Авганистан“, рекао је Шеркан у интервјуу на питање о куповинама у Дубаију и зашто, према подацима из Земљишног одељења Емирата Персијског залива, многе виле су регистроване на његово име. Кабул банка је стављена под надзор крајем августа 2010. и у стечај у априлу 2011. године, што је резултирало оснивање Нове кабулске банке која је настала као државни наследник Кабулске банке да настави са обављањем банкарских послова са имовином која није повезана са преваром. Форензичка ревизија спроведена у овом тренутку пружила је детаље у вези са механизмом и корисницима преваре.

### 2010. година
За многе посматраче, прича о скандалу у Кабулској банци почиње открићем из августа 2010. године да су руководство банке и шачица политичких елита проневерили близу милијарду долара кроз лажне шеме зајма. Напори поврата имовине, који се понекад корумпирају, настављају се скоро деценију касније. Стотине милиона долара још нису враћене. Док је део овог новца још увек везан за некретнине (многе у Дубаију), велики део је једноставно изгубљен кроз згодне исплате мита, лоше осмишљене шеме за ниско лицитирање намењене гушењу конкуренције и расипничке куповине главних протагониста скандала. Авганистански закони забрањују скривено позајмљивање у иностранству и захтевају стриктно рачуноводство свих трансакција. Али они који су укључени у кредите у Дубаију, укључујући власнике Кабулске банке, рекли су да угодан ток готовине није необичан или илегалан у дубоко традиционалном систему заснованом више на односима него на законима.
За друге, међутим, прича о дебаклу Кабулске банке почиње много раније од 2010. године, много пре него што је добила своју авганистанску банкарску дозволу под мутним околностима 2004. године и чак пре него што су Талибани протерани из Кабула крајем 2001. године.

#### Појава имитатора
Фарнудови ривали су убрзо опонашали његов пословни модел. Након пресецања врпце за Кабулску банку 2004. године, пејзаж новог приватног банкарског сектора Авганистана почео је да се обликује. На пример, 2006. године, на велику љутњу Фарнуда, Мирваис Азизи- нестални пословни партнер и каснији ривал, добио је лиценцу од ДАБ-а за покретање Азизи банке, коју је Азизи наводно користио за финансирање пројеката некретнина вредних више милиона долара у Дубаију. Документација Агенције Сједињених Држава за међународни развој открива да је Абдул Кадир Фитрат, гувернер ДАБ-а у време скандала са Кабулском банком, затражио почетком 2010. године да Министарство финансија САД организује форензичке ревизије и Кабулске банке и Азизи банке. Кључна забринутост коју су изнели Фитрат и други високи авганистански званичници био је сам износ новца (десетине или стотине милиона долара) који је наставио да тече из обе банке у улагања у некретнине у Дубаију. Банка Азизи је подвргнута форензичкој ревизији која је предузета од стране ДАБ-а након скандала у Кабулској банци. Иако резултати ревизије нису објављени, нема назнака да је ДАБ идентификовао било какву неправду, а и Азизи и Азизи банка је демантовала све наводе о неприкладности.
Можда најнесрећнију шему имитирања Фарнуда спровела је мрежа Нови Ансари. Године 2010, Нови Ансари  је била највећа авганистанска компанија која пружа услуге новца, способна да преноси средства скоро било где у свету.

#### Начин извршења преваре
Превара је извршена тако што је банка водила два система рачуноводства, један прави и други да задовољи регулаторе, као и креирање кредитних досијеа на име лажне компаније. Поред тога, лажне куповине имовине вредне милионе долара постављене за проневеру средстава. Други новац је пран плаћањем производа од нафте и гаса изван земље или плаћањем надуваних цена за добра и услуге. Велики део новца је проневерен у Дубаију преко берзе Шахен, која је била у власништву и којом је управљао Фарнуд. 

#### Разоткривање преваре
Крајем лета 2010, најважнија информација коју је АТФЦ имао била је да се Фарнуд посвађао са неким акционарима Кабул банке и Ферозијем, његовим бившим возачем кога је унапредио у главног извршног директора Кабул банке. Фарнуд је објаснио АТФЦ-у да су он, Ферози, одређени акционари и утицајнији клијенти Кабул банке опљачкали стотине милиона средстава депонената кроз шему номиналног зајма. Такође је открио да је Ферози, без његове дозволе, узимао мито да би издао још више таквих зајмова и да Памир ервејз (делимично због несреће у мају 2010. која је резултирала смрћу тридесет девет путника) била је у озбиљним финансијским проблемима. Штавише, Ферози и други акционари су желели да он буде председник банке. Бесан на друге акционаре због крађе без његове дозволе и вођења сопствених пословних подухвата, Фарнуд је АТФЦ-у испричао скоро све о својим незаконитим активностима.
Форензичка ревизија банке открила је запањујуће размере преваре. Особљу је наређено да фалсификује документе за креирање прокси зајма под измишљеним именима, или именима чистачица и возача. Око 92% кредитног портфолиа банке, или 861 милион долара, на крају је додељено само 19 појединаца или компанија. Тим од 10 пилота авио-компаније био је на платном списку са задатком да, очигледно, помогне у прокријумчарењу огромних сума готовине из земље преко аеродрома у Кабулу. Фарнуд је уложио свој удео у Дубаи. Његова имовина је укључивала неколико вила вредних више милиона долара на острву Палм Џумејри и два блока кула. Истрага је тврдила да је Махмуд Карзаи добио 30,5 милиона долара (112 милиона дирхама), иако је оспорио тај укупни износ и негирао било какву неправду. До 2010. године појавиле су се пукотине у огромној пирамиди лажних кредита и банку је потресла борба за власт. Када су се амерички званичници обратили Фарнуду у вези са истрагом, покер играч се коцкао и испричао све.
Чини се да су многи од укључених уложили много труда да прикрију бенефиције које су добили од Кабул банке или њених власника. Карзаијев старији брат и његов бивши потпредседник, на пример, обојица имају виле у Дубаију регистроване на Фарнудово име. Руководиоци Кабул банке рекли су да у њиховим књигама нема зајмова за ове или друге послове у Дубаију које је барем делимично финансирао Фарнуд, укључујући куповину кућа од стране Карзаијевог рођака и брата Мухамеда Фахима, његовог садашњег првог потпредседника и ратног вође којег су се много плашили и који је радио блиско са америчким снагама да свргну Талибане 2001.

#### Последице преваре
Кабулску банку је затворила влада 2010. након што је открила запањујућу превару од 900 милиона долара, што је довело до тога да Међународни монетарни фонд привремено заустави своје стотине милиона долара зајмова земљи.
Како је неправда изашла у јавност, губици су процењени на око 900 милиона долара, или 5 одсто БДП-а земље. Ипак, ако је Фарнуд очекивао попустљивост, изгледало је да је његова последња коцка пропала. Док је његова прва осуда заједно са главним извршним директором банке, Калилулом Фрозијем, била казна од пет година, та је у жалбеном поступку утростручена. Обојица су рекли да су били жртвено јагње од стране политички боље повезаних сарадника. Његова смрт је био „тужан крај тужне приче“, рекао је Сад Мосени, могул који води највећу медијску групу у Авганистану. „Кабулска банка је скоро бацила Авганистан на колена (и уништила репутацију нације).“
Криза Кабулске банке наставља да симболизује свеобухватну корупцију и некажњивости које су угрозиле легитимитет авганистанске владе. Криза је довела до пољуљаног поверења у банкарски систем и поверење у правду. Умешаност моћних људи, међу којима је и брат бившег председника Хамида Карзаија и брат од бившег првог потпредседника, одмах је извукла оптужбе за корупцију и непотизам на које никада није одговорено адекватно. Одговори на кризу Кабулске банке под Карзајевом администрацијом  били су обојени лажним обећањима, обмањујућим радњама, незаконитим наређењима, и сумњивим кривичним поступцима.

#### Важност Кабулске банке
Кабулска банка је била институција од поверења на коју су се милиони Авганистанаца ослањали да би примили своје плате и обезбедили своју уштеђевину. Колапс банке је краткорочно резултирао широко распрострањеном паником и грађанским нередима, али су дугорочни резултати још штетнији. Укупан економски раст и развој националних финансијских тржишта иду руку под руку. Финансијска тржишта која добро функционишу снабдевају привреду неопходним спољним изворима финансирања, каналишу штедњу у продуктивне сврхе и стимулишу инвестиције и раст. Када дође до финансијске кризе долази до значајног губитка производње и благостања.

### 2011

#### Бежање у Пакистан од стране запослених кабулске банке
Средином јануара 2011. вршилац дужности главног финансијског директора Кабулске банке и остали пакистански запослени побегли су у Пакистан наизглед због страха за њихов живот и могућег хапшења. авганистанске власти су позвале многе менаџере разних банака, укључујући и странце, на испитивање, од којих су неки били задржани у притвору у јужној авганистанској провинцији Хелманд због оптужби да су учествовали у незаконитом трансферу банковних средстава. 
Гувернер ДАБ-а Абдул Кадир Фитрат је покушавао да пронађе одговорне особе за ову корупцију, али изненада даје отказ и напушта земљу у јуну ове године. У изјави коју је дао говори о томе да му је живот у опасности и да се влада мешала у његове напоре да открије ко стоји иза преваре. Он одлази у САД и потврђује да се више неће враћати у Авганистан. Авганистанска влада тврди да је дошло до отказа због издаје, а неки тврде да је и сам Фитрат био под истрагом. 

#### Финансијска оштећења
Према извештају генералног инспектора агенције САД за међународни развој процењено је да су лажни зајмови који су били преусмерени ка осталим инсајдерским банкама износили око 912 милиона долара. Документи авганистанске владе пружају до сада најадекватнији приказ како је ова превара била извођена годинама пре њеног откривања 2010. године. У октобру 2011. године званичници су успели да спасу само мање од 10% од скоро украдених милијарду долара. 
Након корупције и скандала, банка је била поново успостављена 2011. године као Нова кабулска банка. 

#### Напад побуњеника на једну од грана Кабулске Банке уЏалалабаду
19. фебруара 2011. године убијено је 38 људи (међу којима се налазило 13 полицајаца) у неочекиваном нападу на филијалу Кабулске банке у Џалалабаду. Пет нападача прерушених у полицајце ушли су у банку и тројица од њих је детонирало бомбе које су имали унутар униформи. Борба са преосталом двојицом трајала је око 4 сата. Њих четворо је преминуло, а пети члан овог напада је ухапшен. Поред преминулих, повређена је укупно 41 особа укључујући 14 полицајаца.
Тадашњи председник Хамид Карзаи и НАТО међународне снаге за безбедносну помоћ су осудили овај напад који је резултирао са највише смрти у земљи још од јуна 2010. године. 

#### Откривена истина извршних директора Кабулске банке
Крајем јуна 2011. године Вашингтон пост објављује да су извршни директори Кабулске банке Шерхан Фарнод и Калилула Фрози користили лажна имена, лажирали документа и користили тајне записе као део разрађене тактике да се стотине милиона долара пренесе акционарима и највећим авганистанским званичницима. Међу њима су се налазили и имена као што су Махмуд Карзаи (брат тадашњег председника Хамида Карзаија) и Мухамед Фахим (тада први потпредседник).
Шерхан Фарнод и Калилула Фрози су били одмах отпуштени са дужности и били су смештени у кућни притвор. Такође, излазак из земље им је био забрањен. Били су званично ухапшени и притворени у Кабул-у. Иако је државни тужилац Авганистана изјавио да су докази против њих сасвим јасни, ни један од њих у току октобра 2011. године још увек није био осуђен за злочин. Заменик државног тужилаца је дао изјаву да држава намерава да их доведе правди. Власти су ублажили услове њиховог притвора и обезбедили су им да иду на посао радним данима и да повремено одлазе у отменије ресторане и хотеле.
У фебруару ове године ДАБ (енгл. Da Afghanistan Bank) изјавила је да ће тежити ка томе да прода Кабулску банку у року од три године након њене рехабилитације. Међународни монетарни фонд и амерички званичници су, потом, извршили притисак на брзо гашење институције.

### 2012
Њујорк Тајмс објављује чланак са насловом "Адуит изјављује да је кабулска банка започела као 'Понзијева превара' ". Ово се дешава након истраге и судске акције које су пратиле кризе и скандала банке. 

#### Извештај о борби против корупције
28. новембра 2012. године Независни заједнички одбор за праћење и процену борбе против корупције објављује њихов извештај на конференцији за новинаре да је 5 милијарди долара, укључујући и 400 милиона долара акционара Кабулске банке, било илегално преношено у иностранство. Оптужено је 22 особе и њихово суђење је почело. Кроз три саслушања, 18 људи (укључујући Шерхана Фарнода и Калилула Фрозија) су изашли пред суд да одбране себе.
У иностранство је било преношено око 935 милиона долара, а за спас банке је било потребно 825 милиона долара. Авганистанска влада ће морати да плати 5-6% свог БДП-а како би спасили банку, што ће бити огроман ударац за економију земље.

### 2014 - 2018

#### Убиство званичника међународног монетарног фонда
У јануару 2014. године представник међународног монетарног фонда (ММФ) Вабел Абдалах, човек који је помагао Авганистану након скандала Кабулске банке, бива убијен од стране бомбаша самоубице и наоружаног човека заједно са још 21 особом које су се нашле на истом месту. Ово се пласирало као напад високог профила, а Талибани су га преузели. Абдалах је водио ММФ  у Авганистану још од 2008. године.

#### Поновно отварање случаја Кабулске банке
Након одласка авганистанског председника Хамида Карзаија 2014. године, на његово место долази Ашраф Гани који поново отвара случај Кабулске банке у нади да доведе одговорне људе правди, онима који су већ оптужени продужи затворске казне и покуша да поврати стотине милиона долара које је Авганистан изгубио у овом скандалу. Гани се заклиње да ће наставити са истрагом и да ће наставити да се бори против корупција у Авганистану. Ова истрага се званично поново отвара у октобру 2014.. 

#### Приватизовање банке
Након спашавања банке од стране државе, 2015. године она је ставља на аукцију како би је приватизовали. Авганистанска компанија понудила је 31 милион долара за куповину Нове кабулске банке која ће се приватизовати у октобру 2018. године.

#### Бомбардовање Нове кабулске банке уХелманду
У јуну 2017. године дешава се бомбардовање испред Нове кабулске банке у провинцији Хелманд. Званичници говоре да је убијено минимум 34 особе, а повређено 58 особа. Бомба се налазила у аутомобилу испред главне капије Нове кабулске банке у главном граду Хелманда Лашкар Гаху. Талибани су потврдили да су они поставили бомбу у овом делу јужног Авганистана и проузроковали несрећу. Међу преминулима су се налазили и припадници безбедносних снага, као и купци који су се припремали за верски празник Бајрам. 

#### Напад бомбаша самоубица у Кабулу
На улазу у Нову кабулску банку, која се налази близу амбасаде САД и главне дипломатске четврти, у августу 2017. године појавио се бомбаш самоубица који је разнео себе и самим тим довео до смрти минимум 5 особа и до озбиљних физичких повреда многе друге.

### 2021

#### Поновна паника и нагло подизање новца из авганистанских банки у току новог напада Талибана
14. августа 2021. године, Талибани су напали Авганистан (као и сам Кабул) захтевајући потпуну предају централне власти, због чега почиње паника међу грађанима. Шири се мишљење да они неће моћи да подигну новац из њихових изабраних банки. Међу тим банкама је и Нова кабулска банка, тако да испред ње крећу да се формирају огромни редови грађана који желе да подигну свој новац и напусте град због страха од Талибана. Такође, на дан напада председник Авганистана напушта земљу. Због целе ове ситуације авганистанска валута има рекордни пад до сада за чак 4,6%.

#### Затварање банки у Кабулу
Банке у Кабулу крећу да се затварају 15. августа 2021. године због превеликог подизања новца и због страха од тренутног напада Талибана јер су банке најлакше место за напад на велику групу грађана. Оне остају затворене скоро недељу дана уз рад банкомата који су јако брзо остали без новца. Након 7 дана, коначно је уследило отварање банки и самим тим редови људи почину да се формирају испред њих. Такође, један од разлога првобитног затварања ових институција била је и одлука Вашингтона да забрани приступ 7 милијарди долара авганистанској централној банци у Федералним резервама, а уз то је и Међународни монетарни фонд (ММФ) укинуо приступ 460 милиона долара у средствима додељеним ове недеље. Виши члан централне авганистанске банке позива ММФ као и Министарство финансија САД да преузму потребне кораке да омогуће влади предвођеној Талибанима ограничен приступ резервама земље како би избегли економску катастрофу. На овај захтев администрација америчког председника Џоа Бајдена саопштила је да имовина централне банке коју авганистанска банка има у САД неће бити доступна Талибанима, а ММФ изјављује да земља неће имати приступ ресурсима зајмодаваца. 2. септембра 2021. године Вестерн Јунион изјављује да ће наставити услуге трансфера новца у Авганистан које су, такође, првобитно прекинули због напада Талибана.
2. новембра 2021. године Талибани забрањују коришћење девиза у Авганистану и прете да ће свако ко настави да тргује њима сносити последице. Пред крај 2021. године стотине протестаната је изашло на улице Кабула и упутило се ка затвореној амбасади САД са плакатима на којима је било много порука укључујући и неке као што су да желе свој замрзнути новац назад и да их пусте да једу.